# 岡ビル百貨店

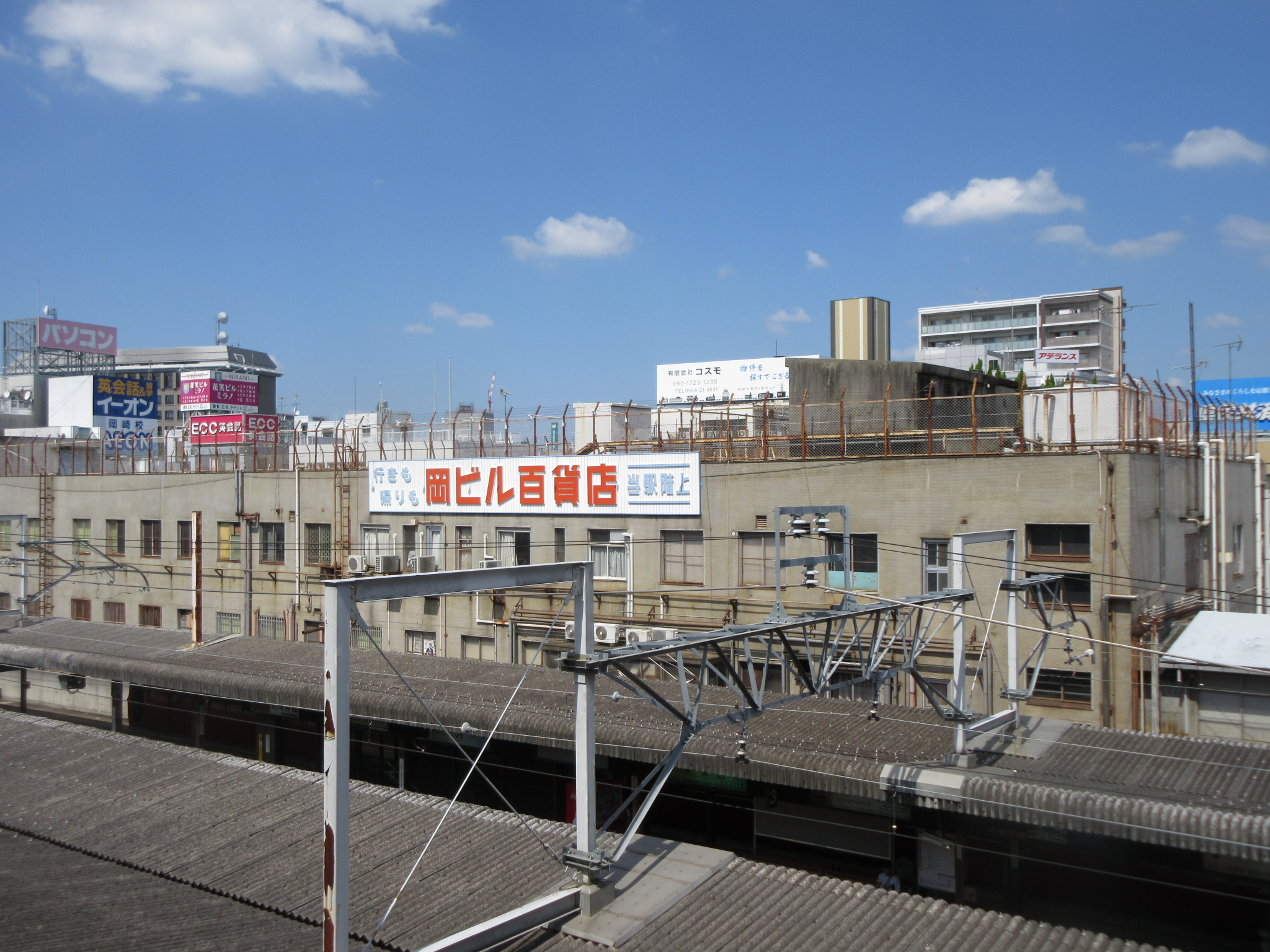
岡ビル百貨店の外観

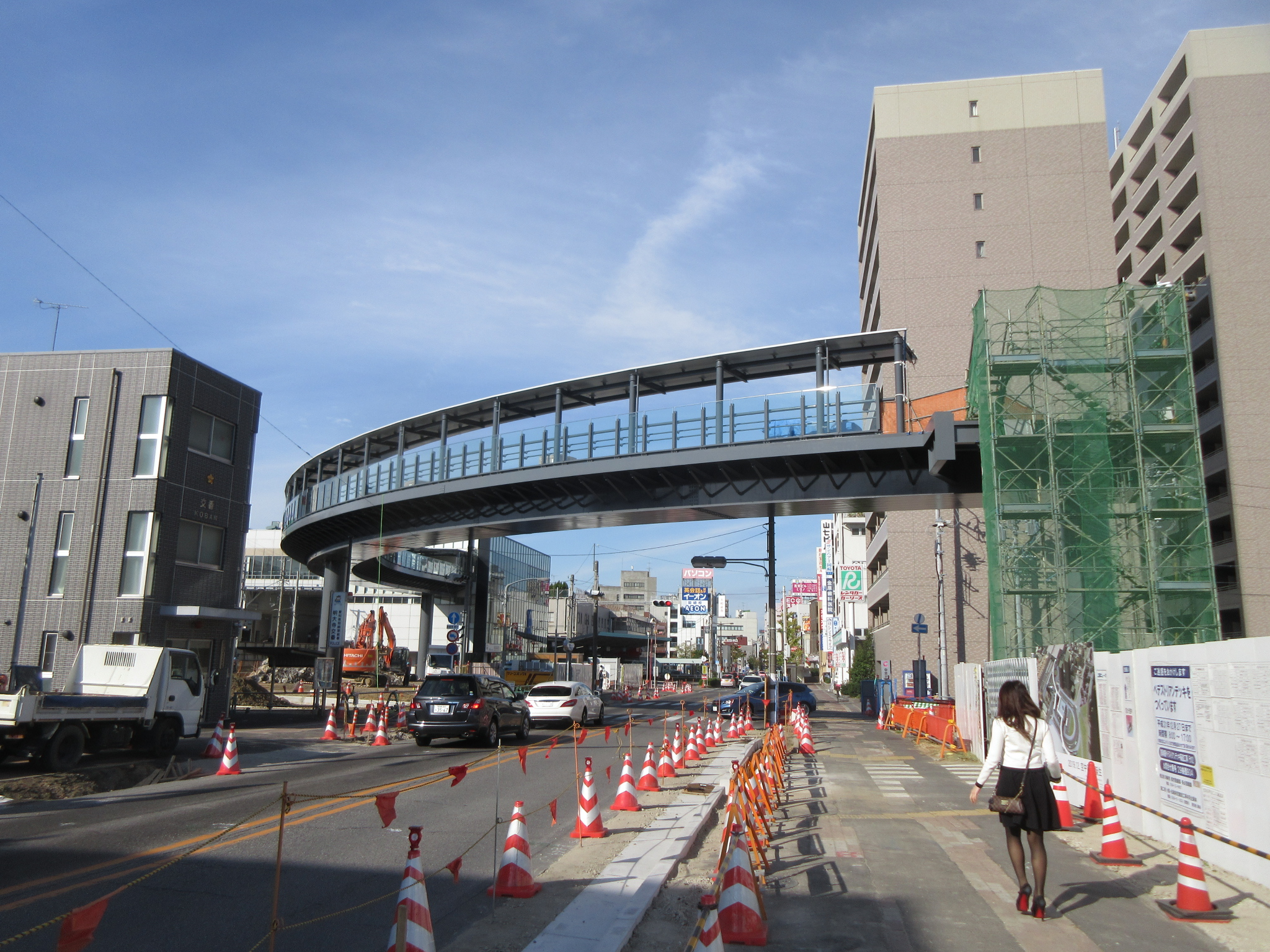
「東岡崎駅周辺地区整備事業」（2018年（平成30年）11月撮影）。岡崎市は駅前整備とともに駅ビルの新築を計画している。

岡ビル百貨店（おかビルひゃっかてん）は、かつて愛知県岡崎市に存在していた商業施設。名鉄名古屋本線 東岡崎駅の駅ビルである岡ビル（おかビル）の2階と3階にあった。老朽化や客足激減のため、2021年（令和3年）5月31日をもって閉業した。

## 概要
1958年（昭和33年）7月19日に名鉄名古屋本線 東岡崎駅の駅ビルである岡ビルが完成し、同時に岡ビル百貨店も開業した。
1967年（昭和42年）4月1日には2階部分、同年5月20日には3階部分も増築。昭和40年代・50年代がピークであり、最大で28店舗が入った。1985年（昭和60年）以降には郊外型商業施設のイオンモール岡崎などに押され、徐々に店舗数が減少していき、最末期は3階にあった洋食店「キッチンこも」を含む4店舗が営業を継続していた。
2021年（令和3年）5月21日、ホームページにて同31日をもって閉店することが発表された。その後の5月31日に閉店した。
名鉄は2022年に「SWING HIGAOKA」を掲げ、東岡崎駅の北口の岡ビル百貨店跡地に駅利用者および来街者をターゲットとした商業機能および、駅につながる利便性の高い事務所機能を有する複合施設を整備するほか、バスターミナルを再整備することを発表した。2024年に解体工事が始まり、新駅ビル着工は2027年を予定している。

## 備考
あいちトリエンナーレ2013、あいちトリエンナーレ2016の会場となった。後者では、現代美術家の二藤健人らの作品群が展示された。
駅ビルという好立地ながら、百貨店内はひっそりと静まり返っており、中京テレビの情報番組『キャッチ!』で取り上げた際は「ワケあり物件」と一刀両断している。